# روبرت هنري بيرنسايد
روبرت هنري بيرنسايد هو محامي وسياسي أمريكي، ولد في 20 مايو 1933 في كولومبيا في الولايات المتحدة. نشط حزبياً في الحزب الديمقراطي. وقد انتخب عضو مجلس نواب كارولاينا الجنوبية ‏.